# Niels Christian Jørgensen
Niels Christian Jørgensen (24 de janeiro de 1971) é um ex-futebolista profissional dinamarquês que atuava como goleiro.

## Carreira
Niels Christian Jørgensen representou a Seleção Dinamarquesa de Futebol nas Olimpíadas de 1992.